# Фалалеев, Сергей Николаевич
Сергей Николаевич Фалалеев (род. 16 ноября 1959, Курск) — российский политический деятель, депутат Государственной думы второго созыва

## Биография
Окончил Курский политехнический институт по специальности «инженер-системотехник» и Северо-Кавказский социально-политический институт по специальности «социолог».

### Депутат госдумы
В декабре 1995 г. был избран депутатом Государственной Думы Федерального Собрания РФ второго созыва, был членом депутатской группы «Народовластие», председателем подкомитета по вопросам межрегиональных ассоциаций Комитета по делам Федерации и региональной политике.